# Европски пут Е762
Европски пут E762 је европски пут класе Б, који пролази кроз Босну и Херцеговину, Црну Гору и Албанију. Укупна дужина пута износи 382 километара.
Земље и градови кроз које пролази су:
- Босна и Херцеговина:

1. Федерација Босне и Херцеговине: Сарајево
2. Република Српска: Фоча

- Црна Гора: Плужине — Никшић – Подгорица
- Албанија: Скадар — Љеш – Тирана[2]

Деоница Шћепан Поље - Фоча је местимично неасфалтирана или с уским асфалтом, а и сам мост који прелази границу је наизменичан. 
Овај пут је повезан са сљедећим европским путевима:
- Е851

## Галерија
- Ознака ауто-пута у Босни и Херцеговини
- Ознака ауто-пута у Албанији